# Liriomyza asteris
Liriomyza asteris este o specie de muște din genul Liriomyza, familia Agromyzidae, descrisă de Erich Martin Hering în anul 1928. Conform Catalogue of Life specia Liriomyza asteris nu are subspecii cunoscute.